# 트빌리시 국제공항
트빌리시 국제공항(영어: Tbilisi International Airport, 조지아어: თბილისის საერთაშორისო აეროპორტი)은 조지아의 수도 트빌리시에 위치한 국제공항으로 조지아의 국영 항공사인 조지아 항공이 허브 공항으로 사용하고 있다.

## 운항 노선

### 여객 노선
| 항공사                 | 목적지 |
| ---------------------- | --- |
| 조지아 항공            | 노보시비르스크, 니스, 라르나카, 모스크바(브누코보), 베르가모, 베를린, 빈, 상트페테르부르크, 암스테르담, 예레반, 텔아비브, 파리(샤를 드 골) 계절편: 포를리 전세편: 마헤 |
| 대한항공               | 전세편: 서울(인천) |
| 중국국제항공           | 우루무치 |
| 중국남방항공           | 우루무치 |
| 인디고 항공            | 델리, 뭄바이 |
| 걸프에어               | 마나마 |
| 플라이나스             | 리야드 계절편: 담맘, 제다 |
| 에티하드 항공          | 아부다비 - (2026년 3월 13일 신규취항) |
| 에어 아라비아          | 아부다비, 샤르자 |
| 플라이 두바이          | 두바이 |
| 살람에어               | 계절편: 무스카트 |
| 플라이 바그다드        | 바그다드 |
| 이란 아세만 항공       | 테헤란(이맘 호메이니) |
| 이란에어 투어          | 테헤란(이맘 호메이니) |
| 케쉼 에어              | 테헤란(이맘 호메이니) |
| 선도르 항공            | 텔아비브 |
| 아르키아 이스라엘 항공 | 텔아비브 |
| 이스라에어 항공        | 텔아비브 |
| 카타르 항공            | 도하 |
| 자지라 항공            | 쿠웨이트 시티 |
| 쿠웨이트 항공          | 쿠웨이트 시티 |
| 아제르바이잔 항공      | 바쿠 |
| 우즈베키스탄 항공      | 타슈켄트 |
| 에어 사마르칸드        | 타슈켄트 |
| 플라이 키바            | 타슈켄트 |
| 에어 아스타나          | 악터우, 알마티 계절편: 아스타나 |
| SCAT 항공              | 악터우 |
| 에어 카이로            | 샤름엘셰이크 |
| 영국항공               | 런던(히드로) |
| 이지제트               | 런던(루턴), 밀라노(말펜사), 제네바 |
| 에어 프랑스            | 파리(샤를 드 골) |
| 루프트한자             | 뮌헨 |
| 유로윙스               | 베를린, 뒤셀도르프 계절편: 슈투르가르트 |
| 에델바이스 에어        | 취리히 |
| 오스트리아 항공        | 빈 |
| 에게 항공              | 아테네 계절편: 테살로니키 |
| 스카이 익스프레스      | 아테네 |
| 터키항공               | 이스탄불(아르나부코이) |
| 선익스프레스 항공      | 계절편: 앙카라, 안탈리아, 이즈미르 |
| 아나돌루 제트          | 이스탄불(사비하 괵첸) |
| 페가수스 항공          | 앙카라, 안탈리아, 이스탄불(사비하 괵첸), 이즈미르 |
| 에어발틱               | 리가 |
| 레드윙스 항공          | 모스크바(주코브스키), 니즈니노브고로드, 사마라, 상트페테르부르크, 소치, 예카테린부르크, 첼랴빈스크, 카잔                                                               |
| 아지무스 항공          | 모스크바(브누코보), 미네랄니예보디, 상트페테르부르크, 소치, 우파 |
| 플라이원               | 키시너우, 예레반 |
| 벨라비아 항공          | 민스크 |
| 에어 세르비아          | 베오그라드 |
| LOT 폴란드 항공        | 바르샤바 |

### 화물 노선
| 항공사         | 목적지                           |
| -------------- | -------------------------------- |
| SF 항공        | 우루무치                         |
| 실크웨이 항공  | 바쿠                             |
| 마이 프레이터  | 타슈켄트                         |
| 카고룩스       | 룩셈부르크 시티, 바쿠            |
| 터키 항공 카고 | 이스탄불(아르나부코이), 이즈미르 |